# Ignacio Mondaca Romero

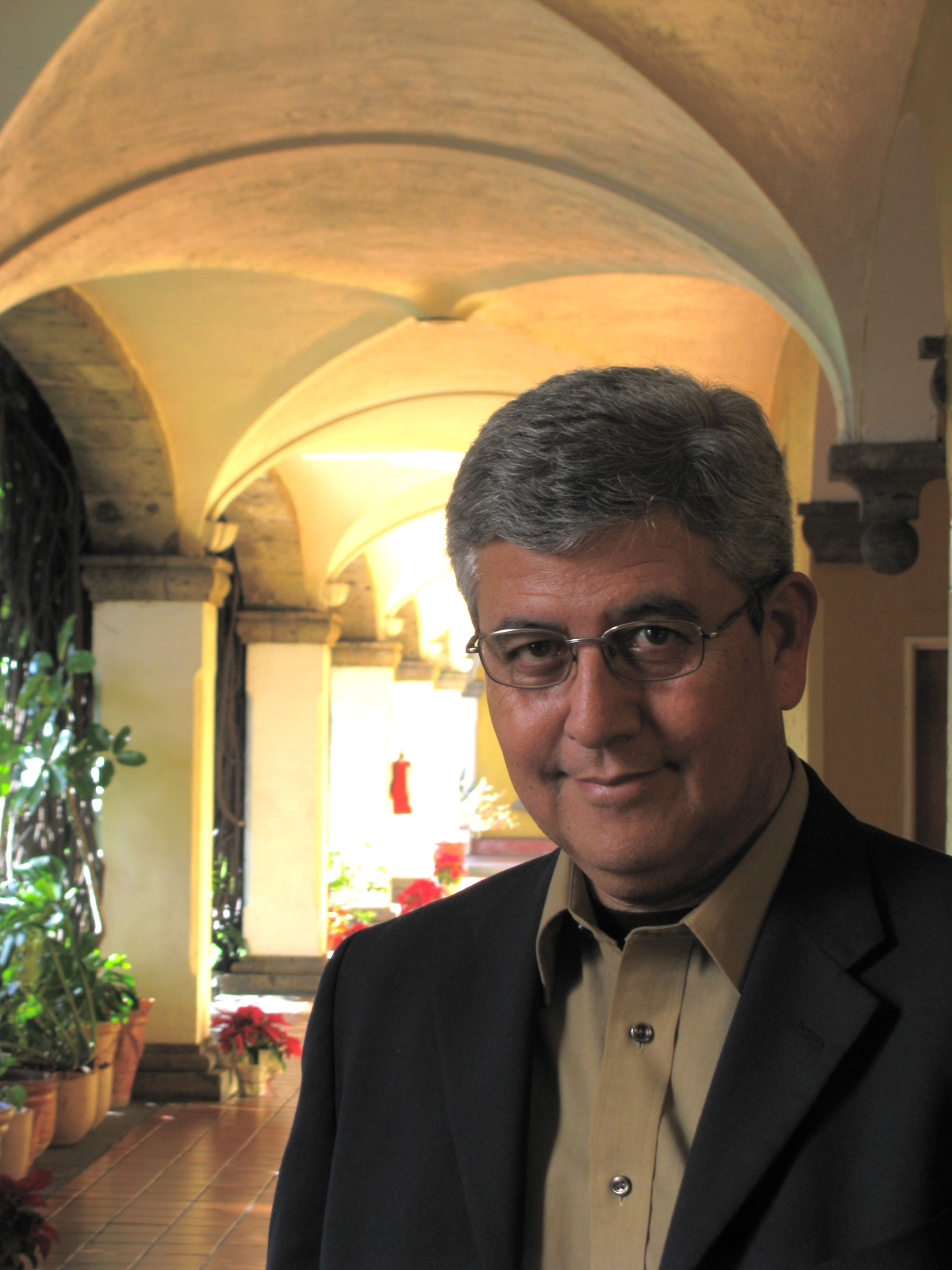
Ignacio Mondaca Romero

Ignacio Mondaca Romero (San Luis Río Colorado, Sonora, 1956 - Hermosillo, Sonora, 17 de mayo de 2021) fue un escritor mexicano, autor de libros de cuento, poesía y novela, así como un gran número de artículos, ensayos y crítica literaria. 
Fue autor de los libros de cuento Relatos de ocio, Relatos sin rastro, e Instrucciones para asesinar a Julio Cortázar (ISC, 2018), con los que obtuvo el premio del Concurso del Libro Sonorense en 2004, 2009 y 2017, respectivamente. 
Su poemario Órbita de los elementos (Mantis/IMCATUR, 2012) ganó el Premio Alonso Vidal de poesía en 2012 mientras que Sonata Americana obtuvo mención honorífica en el Concurso Regional de Poesía Ciudad de la Paz 2018. Su libro de ensayos Machismo, misoginia y puntos intermedios obtuvo en 2017 mención honorífica en el Concurso del Libro Sonorense.
Fue finalista del Concurso Nacional de Cuento en 1998. Entre sus trabajos destacados se encuentran El pianoforte, Relatos de ocio, El diluvio y otros cuentos, Cuentos para llevar, Brevedad vital, Ensayos del desaire y Crónicas de una ciudad despierta. Mondaca fue presidente de la Asociación de Escritores de Sonora, A.C. de 2006 a 2010 y de 2017 a 2021..
Egresado de la Licenciatura de Literaturas Hispánicas por la Universidad de Sonora, donde obtuvo la maestría en la misma área. Publicó artículos, crítica y ensayos en diversas revistas de la región: Espacio Escénico de Tijuana; Voz-a-nova de La Voz de la Frontera de Mexicali, La Revista, revista del Instituto Sonorense de Cultura (ISC); Tiro Libre, semanario sonorense de futbol. Coconductor de la serie especial “Voz de Letras” y “Letras Sonoras” junto a Sylvia Manríquez, en Radio Sonora, la estación cultural del Gobierno del Estado.
Perteneció al Coro Universitario de la UNISON desde 2000 y participó en cuatro óperas. Su bitácora sobre literatura y cultura Humphrey Bloggart, fue reconocida por el diario El País de España con el Atalaya de Oro, a las bitácoras más leídas en Hispanoamérica. 
Fungió como Coordinador estatal de Literatura en el Instituto Sonorense de Culturade 2009 a 2015, tiempo en el cual fundó el programa SONORA LEE y apoyó numerosas actividades regionales y binacionales en torno a la literatura y su promoción. 
Fue presidente de Escritores de Sonora, A.C., en varias ocasiones, de 2006 a 2010 y de 2017 a 2021, responsabilidad desde la que promovió la creación literaria, el fomento a la lectura, así como la difusión de la obra de escritores sonorenses. Promovió y organizó encuentros literarios, siendo impulsor y promotor incansable de la lectura y la creación literaria, impartiendo charlas, talleres y conferencias, y sosteniendo con su entusiasmo y trabajo El Festival de La Palabra, encuentro de quienes escriben y quienes leen, organizado por ESAC, Escritores de Sonora A.C. También fue fundador del Festival Internacional de Literatura, FILSON 2020, organizado en colaboración con ESAC, Letras del Norte y Escritores de Cajeme, A.C., evento que se convirtió en el encuentro literario más importante en el noroeste del país, durante la pandemia ocasionada por el virus SARS-CoV-2, causante de la enfermedad Covid-19. 
En 2020, año de la pandemia Covid-19, en la que gran parte del mundo vio paralizadas sus labores cotidianas, impartió con éxito varios talleres en línea, tanto de lectura para niños como de narrativa. 
Como Vocal de la Cooperativa Voces Sonhoras, coadyuvó y promovió la creación y desarrollo de El Estanquillo de las Letras, fundado en 2019, un lugar invaluable para la promoción y venta de literatura escrita por sonorenses ubicado en la Plaza Zaragoza de la capital sonorense. Paralelo a estas labores gremiales, fue un miembro entusiasta del Programa Nacional de Salas de Lectura.
Se le ha reconocido como un incansable promotor de las artes, y pensaba que las bellas artes deberían ser parte de la educación básica de los niños mexicanos. De manera autodidacta, además de su formación profesional como escritor, también fue músico, actor de teatro, dibujante y pintor.
Falleció el 17 de mayo de 2021 en su casa, en Hermosillo, Sonora, a causa de un infarto fulminante.
Tuvo tres hijos: Alejandra Mondaca Fimbres, Emma Alicia Mondaca García e Ignacio Mondaca García.
El 14 de junio recibió un homenaje póstumo en su tierra natal, organizado por parte del Municipio de San Luis Río Colorado, Sonora, la Dirección Municipal de Cultura, Jornadas Binacionales Abigael Bohórquez y su familia directa.